# Театр имени Е. Б. Вахтангова
Госуда́рственный академи́ческий теа́тр и́мени Евгения Вахта́нгова — драматический театр в Москве. Был образован в 1913 году как Студенческая драматическая студия, руководил которой Евгений Вахтангов. Официальной датой открытия 3-й студии Московского Художественного театра (МХАТ) считается 13 ноября 1921 года, в этот день был показан спектакль «Чудо святого Антония». В 1926 году студия была переименована в Театр имени Евгения Вахтангова — по имени его основателя и первого руководителя. В 1956 году театру присвоили статус академического.

## История

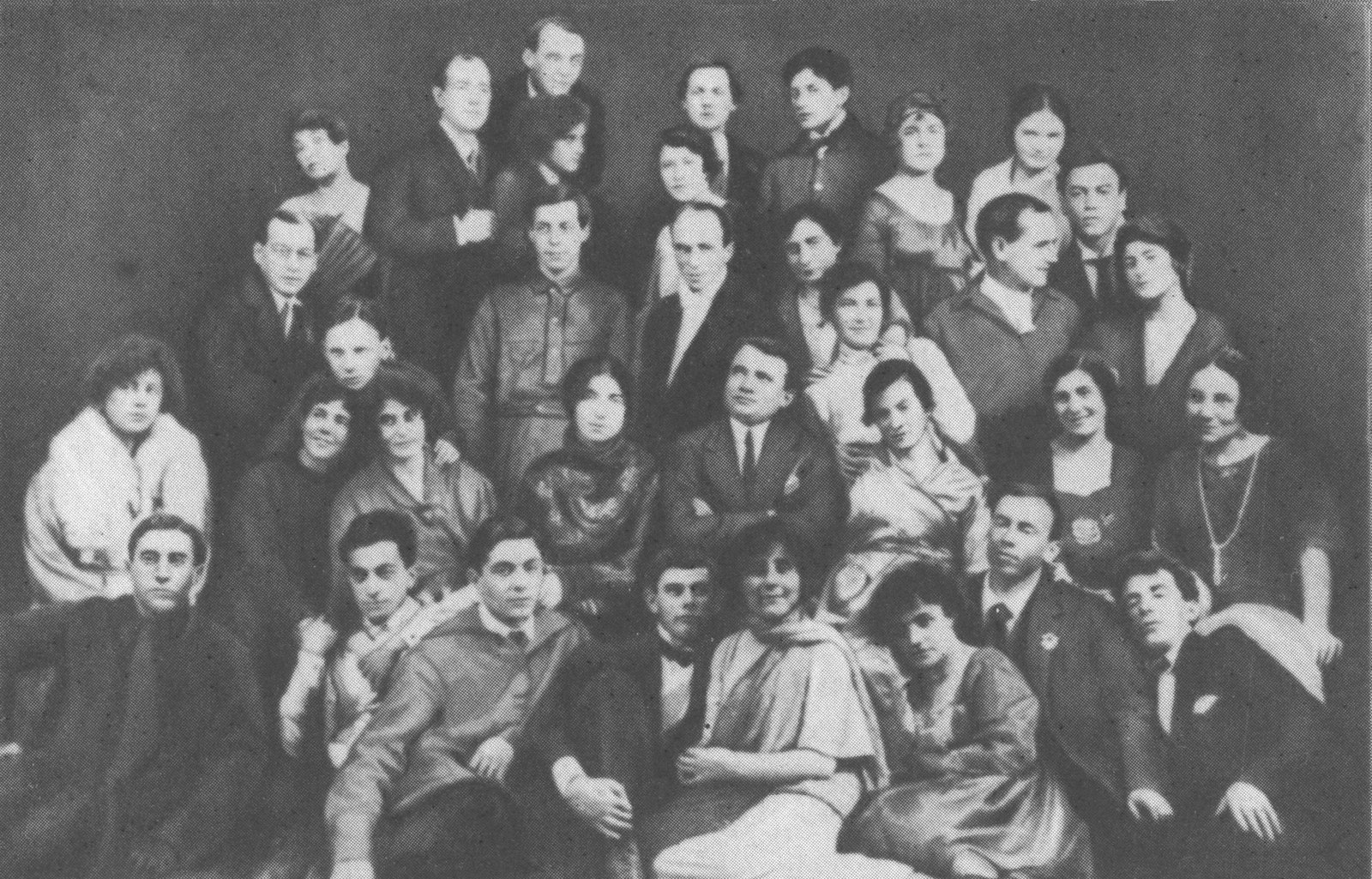
3-я студия МХАТ, Москва, 1921 год

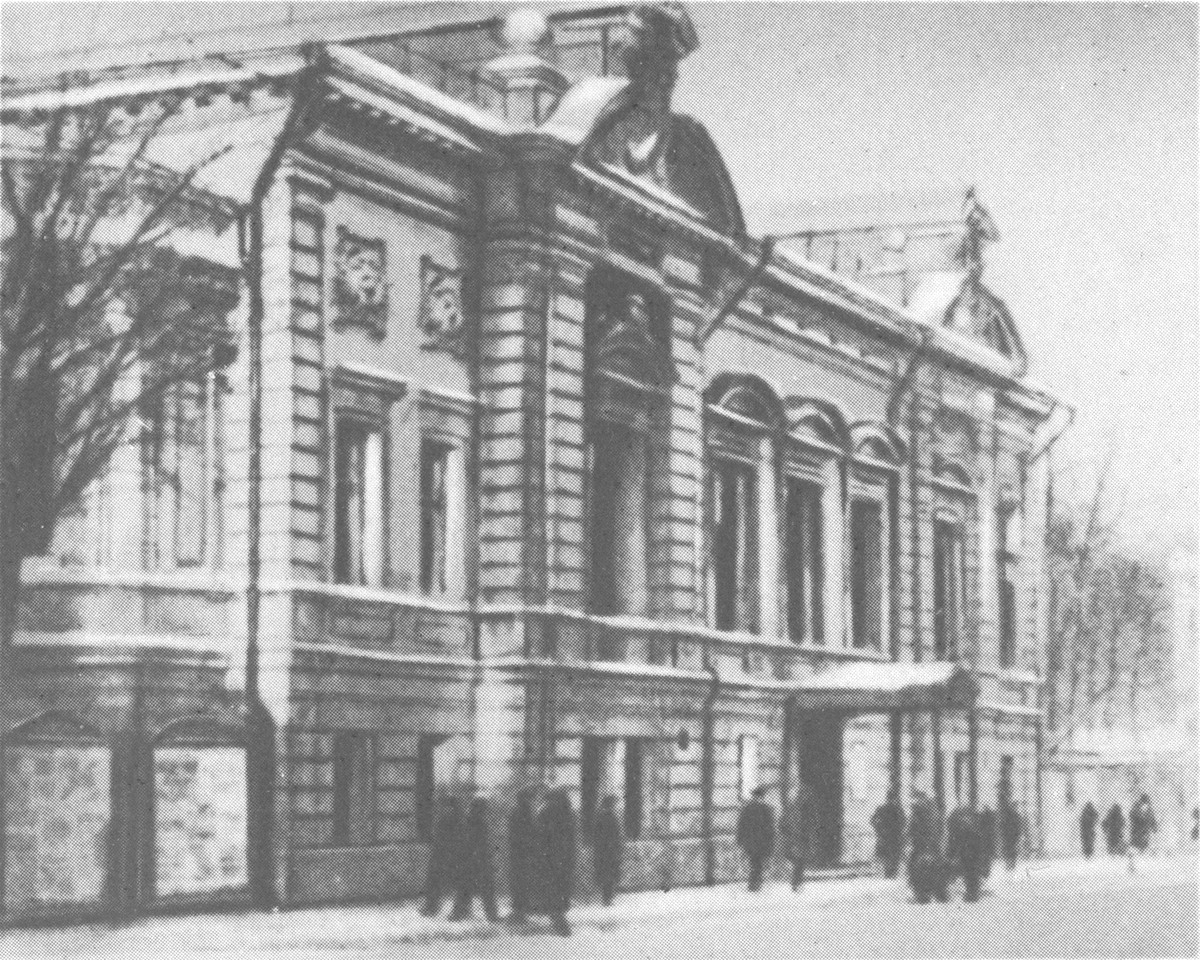
Здание 3-й студии МХАТ на Арбате в Москве, 1926 год

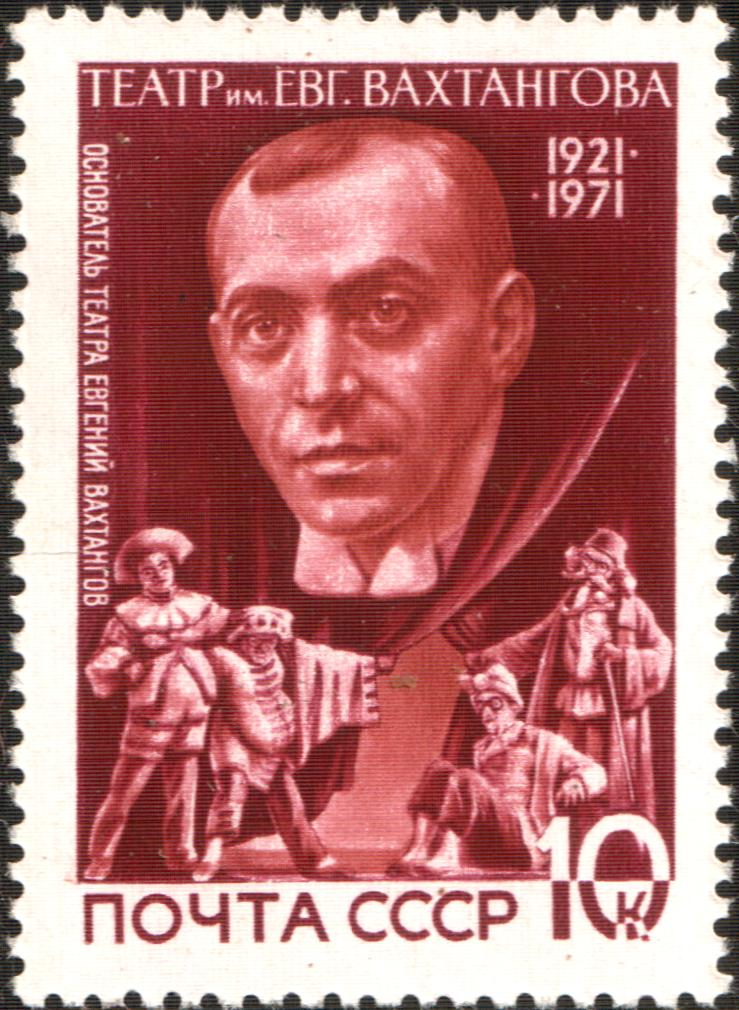
Марка СССР — основатель театра Евгений Вахтангов и персонажи из спектакля «Принцесса Турандот», 1971 год

### Руководство Евгения Вахтангова

#### Вахтанговская и Мансуровская студии
Основатель театра Евгений Вахтангов родился в 1883 году во Владикавказе. Со времён учёбы в гимназии он участвовал в любительских и домашних спектаклях. Его отец был фабрикантом и подобного увлечения не одобрял, считая театр несерьёзным делом. По его мнению, сын должен был поступить в рижский техникум и позже стать руководителем фабрики. Евгений Вахтангов изначально поступил в Московский университет на физико-математическое отделение, но продолжил игру в любительских театрах. Позже он перешёл на юридический факультет. Одновременно дебютировал как режиссёр, а из-за серьёзного увлечения театром на много лет поссорился с отцом. В 1909 году Евгений Вахтангов поступил в театральную школу и стал учеником Константина Станиславского и Владимира Немировича-Данченко. В 1912 году Станиславский и Леопольд Сулержицкий создали и в 1913 году открыли первую студию МХТ, в которой Вахтангов обретал опыт, вырабатывал стиль, сразу поставил спектакль «Праздник мира» Г.Гауптмана и раскрылся в ней как актёр.
В этом же году группа студентов организовала Студенческую драматическую студию, руководителем которой стал Вахтангов, бывший режиссёром Московского Художественного театра. Занятия проводились по модной в то время системе Станиславского. Вахтангов использовал идею нравственного совершенствования, которую перенял от учителя Леопольда Сулержицкого. Первое время у театра не было своего помещения и для репетиций группа собиралась в съёмных квартирах. Первый спектакль был поставлен по пьесе Бориса Зайцева «Усадьба Ланиных» и показан 26 марта 1914 года в Охотничьем клубе, декорации к ней изготовили из выкрашенной мешковины. Актёры играли больше для себя, чем для публики, и после спектакля отправились отмечать премьеру в ресторане, а утром веселились над разгромными статьями в газетах. Однако дирекция Художественного театра запретила Евгению Вахтангову работу на стороне. Студия ушла в подполье и всерьёз взялась за обучение актёрскому мастерству.
Осенью 1914 года студия сняла квартиру в Мансуровском переулке на Остоженке, обустроила в ней общежитие, сцену и зрительный зал на 35 человек. Евгений Вахтангов настаивал, чтобы для актёров студия стала главным местом в их жизни. Он ввёл понятия «студийного» и «нестудийного» человека и аналогичного поступка. В 1917 году студия заявила о себе публично под названием Московская драматическая студия Вахтангова. Через год впервые был показан спектакль по пьесе Мориса Метерлинка «Чудо святого Антония». Сам Вахтангов считал студию своим домом, в 1919-м студию покинуло 12 актёров, которые обиделись на руководителя за то, что ему не были интересны спектакли, поставленные без его участия. Позднее некоторые актёры вернулись в студию, некоторые писали Вахтангову письма с извинениями.
Вторая труппа была собрана с большим трудом из других студий. Был объявлен приём на первый курс школы, так в театр пришли Борис Щукин и Цецилия Воллерште́йн, которая взяла сценический псевдоним по имени переулка — Цецилия Мансурова, первая исполнительница роли принцессы Турандот. В эту группу вошли Рубен Симонов, Мария Синельникова, Елизавета Алексеева. При этом Евгений Вахтангов ещё долгое время не признавал новую студию своей и называл её по местоположению — Мансуровской. Новый состав восстановил спектакль 1918 года и поставил чеховскую «Чайку». Зрители отмечали, что первые спектакли были очаровательными и добродушными, но через какое-то время Вахтангов их полностью переделал. Театр стремительно развивался: критики говорили, что натуралистические и психологически обнажённые «Праздник мира» и «Потоп» сменились на самоотречение и аскетизм в спектакле «Росмерсхольм», на саркастический гротеск в спектаклях «Чуд» и «Свадьба», экспрессионизм в «Эрике XIV», мистику в «Гадибуке» и лёгкость в «Принцессе Турандот», будто смертельно больной Евгений Вахтангов стремился создать новый театр в каждом спектакле.

#### Третья студия МХАТ
Летом 1920 года студия заняла бывший особняк Берга на Арбате, 26. В помещениях начался капитальный ремонт. 13 сентября того же года студию Вахтангова приняли в Художественный театр, она стала называться 3-я студия МХАТ. 29 января 1921 года прошла премьера обновлённого спектакля «Чудо святого Антония», в которой вместо бытовой комедии появился трагический фарс. Постановку срежиссировал Евгений Вахтангов, а художником выступил Юрий Завадский. В спектакле, помимо Завадского, играли Осип Басов, Освальд Глазунов, Борис Захава, Борис Щукин, Рубен Симонов, Мария Некрасова, Александра Ремизова, Вера Львова, Ксения Котлубай и другие. Спектакль прошёл успешно, 11 декабря 1921 года в журнале «Театральное обозрение» был опубликован положительный отзыв Любови Гуревич. Критики относили новые спектакли к неореализму и натурализму, сам Евгений Вахтангов считал, что работает в жанре фантастического реализма. В отремонтированное здание третья студия МХТ переехала осенью 1921 года, открытие состоялось 13 ноября также показом «Чуда святого Антония» — этот день считается официальной датой рождения театра Вахтангова.
В начале НЭПа в моду вошли пьесы лёгких жанров, и в театре решили поставить спектакль по сказке Карло Гоцци «Принцесса Турандот». Артисты много шутили во время обсуждения, эти шутки было решено внести в спектакль. Для создания пьесы пригласили Николая Эрдмана. Болеющий Евгений Вахтангов работал до последнего — устанавливал свет, репетировал с актёрами. Последняя репетиция спектакля прошла 23 февраля 1922 года в 4 утра, после которой ослабевший режиссёр слёг. Актёры сдавали работу Художественному театру 27 февраля без него. Спектакль «Принцесса Турандот» имел оглушительный успех, был популярен у самых разных слоёв населения и на долгое время стал визитной карточкой театра. Евгений Вахтангов скончался 29 мая, а 31 мая гроб с его телом друзья и ученики пронесли от студии до Новодевичьего кладбища. Из книги «Театр имени Евгения Вахтангова»:

В антракте Станиславский взял извозчика и поехал поздравить Вахтангова (тот, отправив своих на спектакль, лежал один в пустой тёмной квартире). Второй акт задержали в ожидании возвращения Станиславского. После спектакля он снова позвонил Вахтангову, чтобы передать своё восхищение. Это был не просто успех: фурор, ликование, бесконечные овации. Михаил Чехов, вскочив на кресло, провозгласил: «Браво Вахтангову!» — вызвав в зале бурю восторга.
Успех «Принцессы Турандот» был универсальным: у интеллигентной арбатской публики и студенческой молодёжи, у рабочих и нарядно одетых нэпманов — всех закружил и сделал ненадолго счастливыми нехитрый сказочный мотив. Позже вышли духи «Принц Калаф», на вечеринках повсюду танцевали под вальс «Турандот» — спектакль знали все.
Умирая, он создал спектакль такой невероятной жизненной силы, такой счастливой победительности, что казалось, смерти — не бывает. Вахтангов преодолел её в искусстве.

### Художественное совещание театра

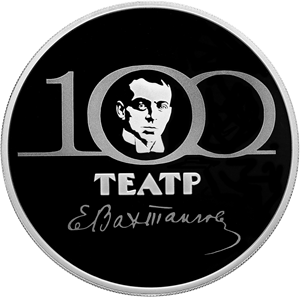
Монета Банка России — 100-летие Государственного академического театра имени Евгения Вахтангова

3 сентября 1922 года было избрано художественное совещание театра, в который вошли Юрий Завадский, Борис Захава, Натан Тураев, Ксения Котлубай, Анна Орочко, Иосиф Толчанов, Елизавета Ляуданская, Елена Елагина, Освальд Глазунов, Осип Басов. Совещание, которое возглавил Захава, продолжило вахтанговскую линию развития театра, однако участники имели разногласия в представлении этой линии, споры затянулись. Первым спектаклем после смерти Вахтангова стал режиссёрский дебют Бориса Захавы. 8 марта 1923 года не совсем удачно прошла премьера спектакля «Правда — хорошо, а счастье лучше!», что ещё сильнее накалило обстановку в театре. Для исправления ситуации Немирович-Данченко назначил директором 3-й студии Юрия Завадского, под его руководством прошла вторая премьера — спектакль «Женитьба», который публика также не приняла, посчитав эксцентрическим и фантастическим гротеском. После этого Юрий Завадский перешёл в Художественный театр и приступил к созданию собственной студии.
В 1924 году новым директором при художественном руководстве на 8 лет стал актёр Освальд Глазунов. С участием Захавы состоялись зарубежные гастроли театра в Германию, Швецию и Прибалтику в 1923 году и во Францию в 1928 году. За время коллективного руководства Захава поставил на сцене Вахтанговского театра 8 спектаклей и сыграл 9 ролей на Вахтанговской сцене.

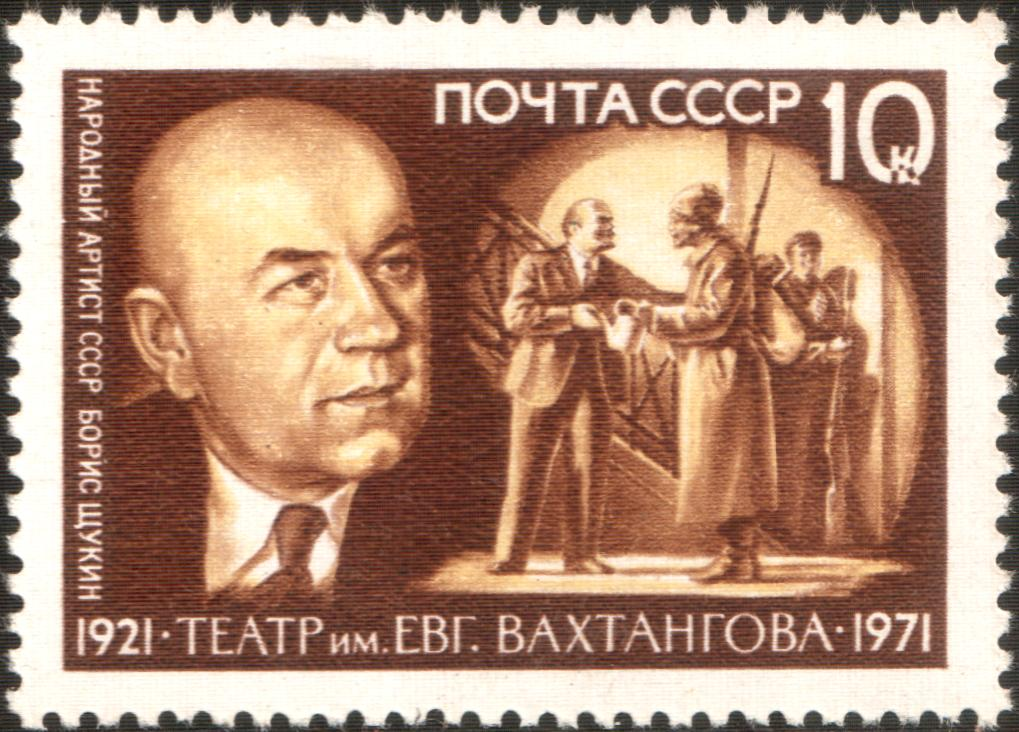
Марка СССР с Борисом Щукиным и сценой из спектакля «Человек с ружьём», 1971 год

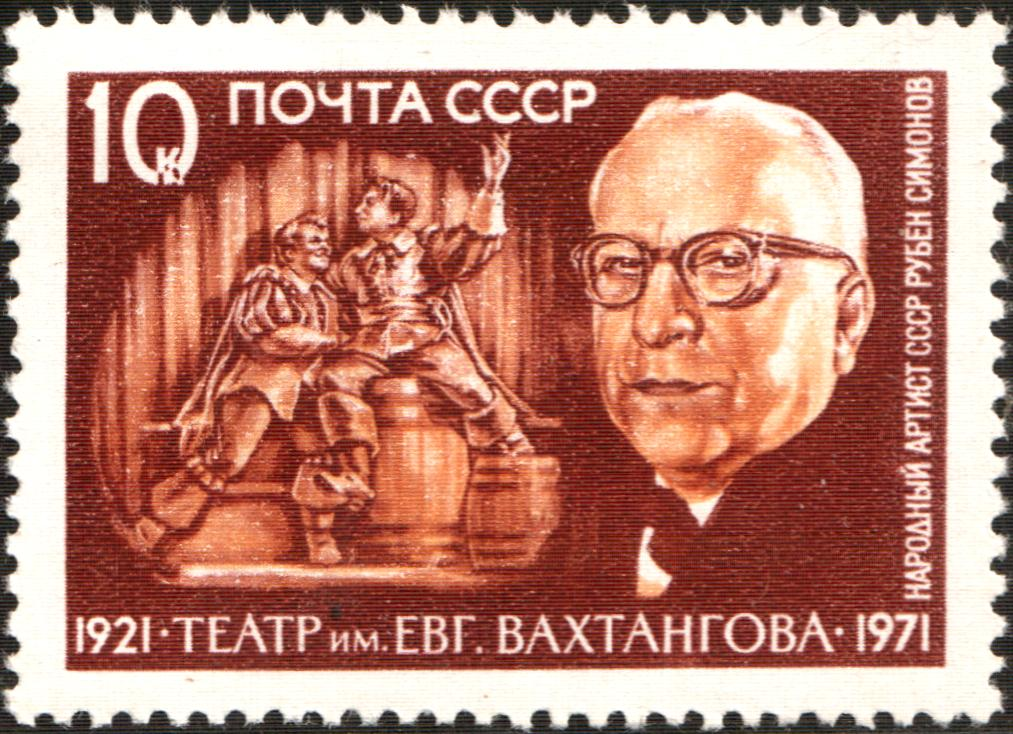
Марка СССР с Рубеном Симоновым и сценой из спектакля «Сирано де Бержерак», 1971 год

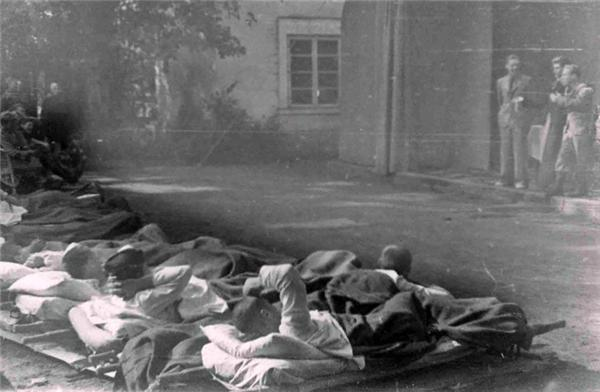
Фронтовая бригада театра показывает спектакль для лежачих раненых. 1-й Украинский фронт, Польша, Рытвяны, 1944 год

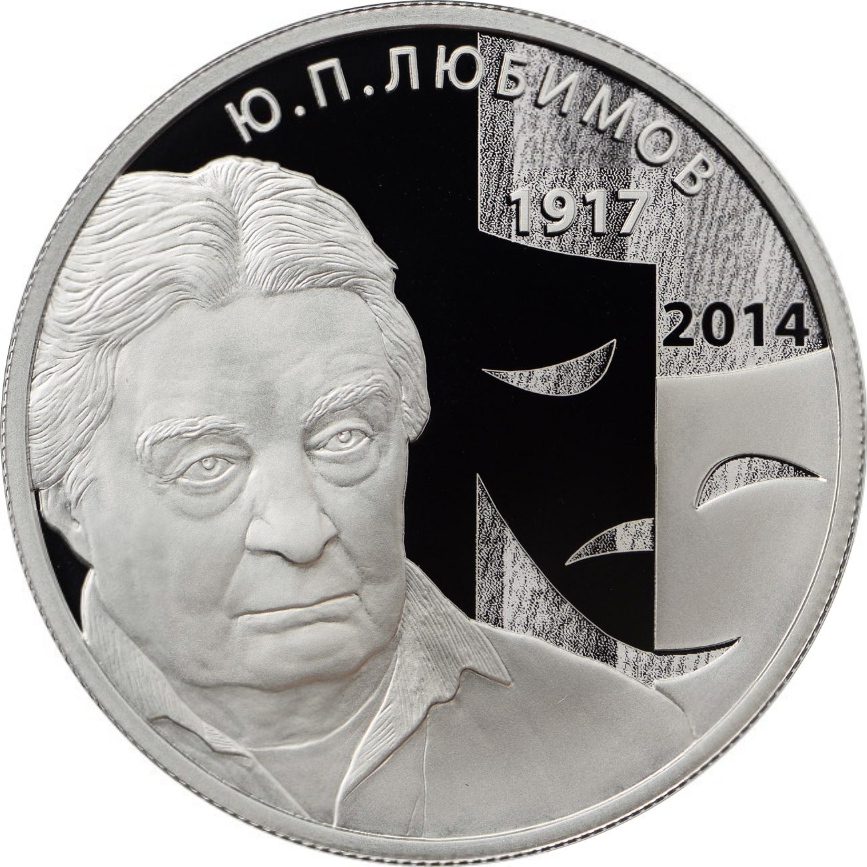
Двухрублёвая монета Банка России с режиссёром Юрием Любимовым к 100-летию со дня его рождения, 2014 год

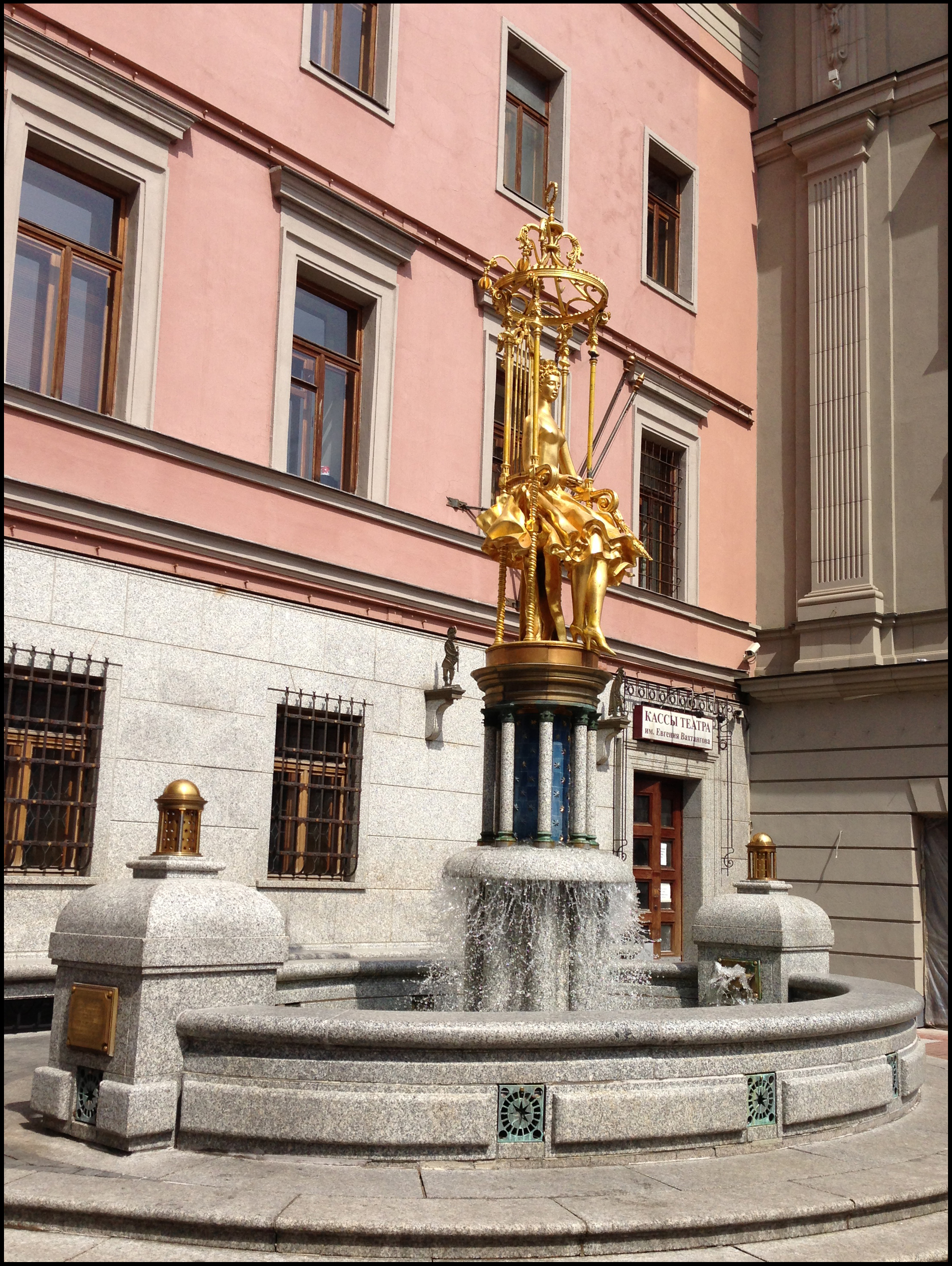
Фонтан Турандот (скульптура Бурганова), 2014 год

В 1924 году на должность режиссёра театра был приглашён Алексей Попов — товарищ Евгения Вахтангова по 1-й студии. В это же время Наркомпрос решил объединить студии МХАТ в одну лабораторию. Независимость 3-й студии удалось отстоять с большим трудом, но она лишилась нескольких актёров. Первым спектаклем нового режиссёра стали «Комедии Мериме», состоявшие из четырёх пародийных пьес цикла «Театр Клары Газуль»: «Рай и ад», «Африканская любовь», «Карета святых даров» и «Женщина-дьявол». Публика приняла их как весёлые и оптимистичные. В декабре 1924 года состоялась премьера спектакля по водевилю «Лев Гурыч Синичкин», с репетициями которого актёрам часто помогал Всеволод Мейерхольд. Этот спектакль также принёс успех.
XII съезд РКП(б) потребовал от театров революционного репертуара, и Алексей Попов решил поставить спектакль по повести «Виринея», которая повествует о жизни застенчивой крестьянки оренбургской деревни, полюбившей вдового солдата-большевика. Самая знаменитая сцена спектакля — выборы в деревне — вошла в учебники по режиссуре. После спектакля Алексея Попова стали считать лучшим постановщиком массовых сцен. Присутствовавший на одном из показов Иосиф Сталин оставил запись в книге отзывов:
По-моему, пьеса — выхваченный из жизни кусок жизни. Артисты, видимо, способные люди, может быть, не так много у них искусства, как у артистов МХАТ, но жизненности, кипучей жизненности, — по-моему, больше. В общем, хорошо, даже великолепно. И. Сталин. 16. IV. 26 г.
Постановка вошла в репертуар на много лет, успех спектакля принёс театру государственные дотации, благодаря которым летом 1926 года театр был впервые достроен: в два раза увеличили количество мест, расширили сцену, построили подсобные помещения. Сама постановка оставалась в репертуаре много лет. Позже «Виринею» включили в список первых достижений в жанре социалистического реализма. 13 ноября 1926 года студию переименовали в Государственный театр имени Вахтангова.
В 1926 году прошла премьера спектакля «Зойкина квартира» по пьесе Михаила Булгакова. Постановку хвалили, но режиссёра обвинили в «драматургической мелкотравчастости и пустоте». Несмотря на успех спектакля, через два года коллегия Народного комиссариата просвещения РСФСР запретила «Зойкину квартиру», «Бег» и «Дни Турбиных» по причине «искажения социальной действительности и подозрительным сочувствием к социально отверженным», а также другие пьесы Михаила Булгакова. В мае 1927-го партийная резолюция потребовала репертуара «актуального и соответствующего мировоззрению пролетариата». В результате Захава поставил крепкий и убедительный спектакль «Барсуки» о расслоении деревни во времена гражданской войны, а Попов — «Разлом» о событиях на крейсере «Аврора».
В 1928 году театр Вахтангова был приглашён на Международный театральный фестиваль в Париж. Для показа выбрали спектакли «Турандот» и «Виринея». В марте 1930-го вышел спектакль «Авангард», ставший полной неудачей и последней постановкой Алексея Попова в этом театре. Попов ушёл 12 мая того же года «ввиду расхождения по вопросам художественно-идеологического руководства».
Постановку «Темп» — первого спектакля с главенствующей темой труда — осуществила режиссёрская группа из Осипа Басова, Константина Миронова, Анны Орочко, Бориса Щукина и художника С. Исакова. Её лидером постепенно стал художник-постановщик театра Николай Акимов, в 1932 году он поставил спектакль «Гамлет», который критики обвинили в формализме. Акимов ушёл из театра и впоследствии возвращался на короткое время.
План постановки «Гамлета» возник у художника и режиссёра Николая Павловича Акимова — создателя декораций и одного из режиссёров «Коварства и любви». План этот был в высшей степени эксцентричным, но Акимов так увлекательно развернул его перед художественным совещанием, что возражать ему было нелегко. <…> Музыка, которую он [Шостакович] написал к «Гамлету», была превосходна. При всей её новизне и оригинальности она гораздо ближе подходила к «Гамлету» Шекспира, чем что-либо другое в «Гамлете» Акимова. Но, конечно, были в этой музыке моменты и вполне эксцентрические, вполне в стиле режиссёрского замысла. Так, пьяная Офелия на балу (её играла самая красивая наша актриса Валентина Вагрина) пела весёлую песенку с весьма фривольным текстом, в стиле немецких шансонеток начала нашего столетия, под острый и пряный аккомпанемент джаза. Интересно, что в известной сцене с флейтой, Дмитрий Шостакович зло высмеял и советскую власть, и группу пролетарских композиторов, которые как раз в то время были на вершине своего могущества и причиняли немалое зло русской музыке и русским музыкантам. В этой сцене Гамлет прикладывал флейту к нижней части своей спины, а пикколо в оркестре с аккомпанементом контрабаса и барабана фальшиво и пронзительно играло известную советскую песню «Нас побить, побить хотели!» — патриотическая песня, посвящённая победе Особой Краснознамённой Дальневосточной армии над китайскими милитаристами летом и осенью 1929 года.Музыкант театрального оркестра Юрий Елагин
13 ноября 1931 года театр отметил десятилетний юбилей, несмотря на отсутствие крупных успехов, он оставался любим публикой. В том же году по инициативе труппы был создан музей театра. В 1933-м состоялась премьера спектакля Б. Захавы по пьесе «Егор Булычов и другие», который признали одной из лучших постановок труппы — она определила стилевое и жанровое направление развития театра. Через год Захава поставил спектакль «Достигаев и другие». В своих постановках Захава развивал горьковскую традицию, тяготел к бытовой правде, но не забывал об игровой природе театра, о праздничной атмосфере, которую так ценил Вахтангов. В спектаклях Захавы неизменно восхищали сильные, глубокие актёрские работы. 1934 году началось внедрение «социалистического реализма» в виде спектаклей о перевоспитании заключённых и жизни людей, которые меняли мир. В «Аристократах» Н. П. Погодина (1935 г.) о строительстве Беломоро-Балтийского канала Захава добился суровой простоты. Постановки того времени затрагивали тему Ленинианы — Ленина часто играл Борис Щукин. Мог стать серьёзным событием и спектакль Захавы «Ревизор» с Щукиным в роли Городнчего, но актёр умер, не дожив до премьеры. Театр не забывал о других темах: в конце 1930-х был поставлен лёгкий и весёлый спектакль «Соломенная шляпка», полюбившийся публике. В эти же годы в стране началась борьба с врагами народа, от которой пострадало несколько сотрудников театра. Так, был арестован музыкант театра, супруг Цецилии Мансуровой, граф Николай Шереметев. Сотрудникам театра удавалось его освободить, но не отстоять — его арестовали снова, а после забрали актрису Валентина Вагрину и актёра Освальда Глазунова.

### Руководство Рубена Симонова (1939—1968)

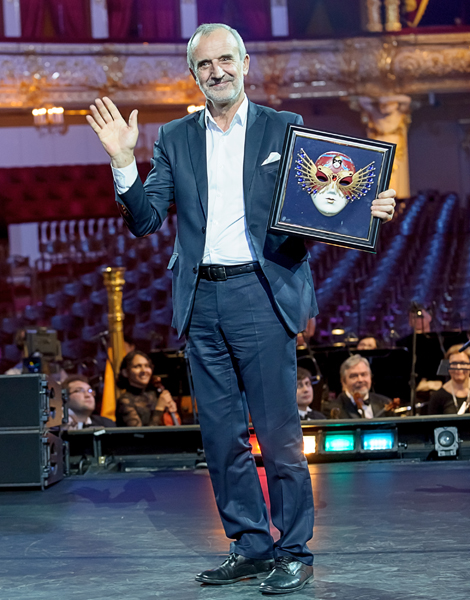
Руководитель театра Римас Туминас с «Золотой маской», 2014 год

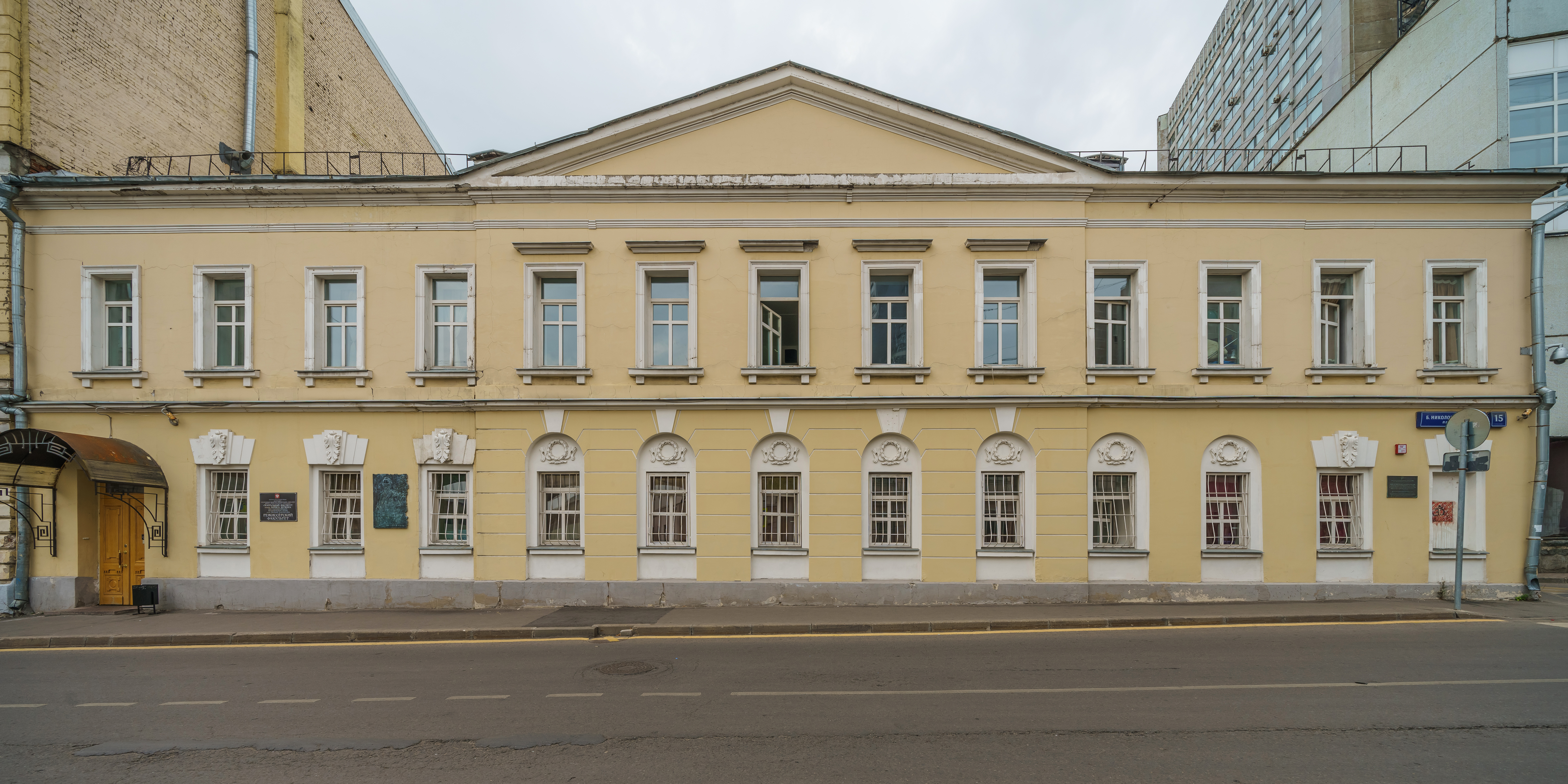
Здание Театрального института имени Бориса Щукина в Большом Николопесковском переулке, режиссёрский факультет, 2018 год

Период коллективного руководства театром закончился в 1939 году, когда художественным руководителем назначили Рубена Симонова, который в 1928 году создал собственный театр-студию. В 1939 году его студия была слита с театром, который теперь называется Ленкомом. Личность руководителя, как и ранее, стала многое определять в дальнейшем пути Вахтанговского театра. Коллеги отмечали одарённость Симонова, его музыкальность, редкостное чувство ритма, деликатные манеры, но при этом сложный, «с восточными обертонами», характер. Первым его спектаклем стал «Ревизор», в дальнейшем были поставлены драма «Фельдмаршал Кутузов» с приглашённым режиссёром Николаем Охлопковым. Премьера последнего спектакля «Маскарад» в постановке Андрея Тутышкина прошла 21 июня 1941 года — накануне начала Великой Отечественной войны. Во время одной из первых бомбардировок Москвы, в ночь с 23 на 24 июля в 2 часа 10 минут, в здание театра попала бомба, от которой погибло несколько человек, в том числе актёр Василий Куза. Здание театра сильно пострадало, были уничтожены декорации.
Во время войны театр сформировал и отправил на фронт бригаду артистов, в которую входили Анна Орочко, Александра Ремизова, Александр Габович, Алексей Котрелев, Исай Спектор, Анна Данилович, Валентина Данчева, Александр Лебедев, Иван Соловьёв, Александр Граве, Николай Яновский, Николай Мозяйкин, Татьяна Блажина, Вероника Васильева, Александр Голубев и другие. Бригаду возглавил Спектор и был назначен директором Фронтового филиала театра. Его работу в строительстве Вахтанговского театра высоко оценил Рубен Симонов и не раз потом говорил об этом (см. книгу В.Максимовой « Люблю. Юля»). Маршал Г. К. Жуков считал Спектора своим другом (там же). Художественным руководителем была Анна Орочко. Бригада прошла с действующей армией до Берлина и вернулась в Москву в июне 1945 года.
Как известно, на Урал были вывезены многие промышленные предприятия. Поэтому на Политбюро был поставлен вопрос о том, что нужно поднимать культуру Сибири и Зауралья. Сталин предложил, поскольку здание разрушено, перевезти театр Вахтангова в Новосибирск. Возразить Иосифу Виссарионовичу Анастас Иванович напрямую не мог. Он сказал: «Да, это очень хорошая идея. Давайте и Третьяковскую галерею туда же». Сталин улыбнулся, погрозил пальцем, и театр Вахтангова вернулся в Москву. Анастас Иванович очень много делал для театра и очень часто туда приезжал.Из интервью Рубена Симонова для «Российско-армянского делового журнала»
Через три месяца с начала войны, 14 октября 1941 года, театр эвакуировали в Омск, он расположился в здании Омского театра драмы. С ноября 1941-го по август 1943 года спектакли Омского театра драмы шли три раза в неделю, а ещё четыре — московского Театра имени Вахтангова. В этот период к труппе ненадолго присоединился актёр и режиссёр Алексей Дикий. 22 февраля 1942 года был показан спектакль «Олеко Дундич» о беззаветном защитнике родины, за ним последовали «Русские люди» и «Сирано де Бержерак». Во время эвакуации несколько актёров умерли от тифа и сибирской язвы. Артистам приходилось продавать свои вещи, чтобы выжить, но при этом они не прекращали работу в театре. Весной 1943-го вышли «Слуга двух господ» и «Синий платочек». Летом того же года театр вернулся в Москву и до восстановления здания на Арбате играл в помещении ТЮЗа.
В августе 1946 года вышло постановление «О репертуаре драматических театров и мерах по его улучшению»: театры обязали каждый год ставить спектакли на современные советские темы и на темы по развенчанию западного образа жизни, поэтому основной для театра лирико-комедийный репертуар оказался под запретом. В 1948-м была представлена постановка «Молодая гвардия», в 1950 году— антиамериканский памфлет «Миссурийский вальс», в 1951-м — «В середине века» о преступной деятельности американских поджигателей войны.
В 1952 году на XIX съезде КПСС Георгий Маленков официально разрешил сатиру. Весной 1954-го в репертуаре театра появилась «самая счастливая» постановка: режиссёр Евгений Симонов поставил спектакль по сказке Самуила Маршака «Горя бояться — счастья не видать». В 1950-е годы в труппе появилось второе поколение актёров, среди которых были Юрий Любимов, Николай Гриценко, Юлия Борисова, Антонина Гунченко, Алла Парфаньяк, Владимир Этуш, Евгений Симонов, Михаил Ульянов, Юрий Яковлев, Василий Лановой, Людмила Максакова, Анатолий Кацынский, Григорий Абрикосов, Елена Добронравова, Нина Нехлопоченко, Вячеслав Шалевич, Екатерина Райкина,Юрий Волынцев. Огромное значение для славы театра имели замечательные спектакли режиссёра Александры Ремизовой.
В 1956 году театру присвоили звание академического. До конца 1950-х в руководстве обострялось противостояние Рубена Симонова и Бориса Захавы, поэтому в 1959 году он покинул театр. В 1963-м году возобновили показ «Принцессы Турандот», через год Юрий Любимов ушёл на должность режиссёра в новый Театр на Таганке. Рубен Симонов скончался 5 декабря 1968 года, и руководство театра перешло к его сыну.

### Руководство Евгения Симонова (1969—1987)
Евгений Симонов возглавил театр в январе 1969 года. К тому времени основное место в культуре страны заняла коммунистическая идеология и пропаганда. Евгений Симонов пытался ставить крупные и важные спектакли, создать поэтический театр, однако значительного успеха не добился. Он пытался сохранить традиции театра и одновременно соответствовать новой театральной политике: с началом перестройки в 1986-м во многих театрах появились тематические спектакли, а Евгений Симонов поставил «морально устаревший» спектакль о комсомольцах на стройке. Уровень театра продолжал стремительно падать, в труппе росло недовольство, многие актёры уходили в кино и на радио. 25 сентября 1987 года состоялось собрание, после которого Симонов ушёл из театра.

### Руководство Михаила Ульянова (1987—2007)
Новый руководитель театра с 1987 года Михаил Ульянов, остававшийся на посту до своей смерти в 2007 году, озвучил с приходом три условия работы: он не будет ставить спектакли, не сократит труппу и пригласит режиссёров и драматургов со стороны. Первым спектаклем при нём стал «Кабанчик», в котором критики отмечали жестокий и резкий для театра разговор о жизни. Вторым — «Брестский мир» — жёсткий и аскетичный спектакль об одиночестве Владимира Ленина среди соратников и попытке остановить войну. В 1980-х годах в театр пришли Сергей Маковецкий, Ольга Чиповская, Александр Рыщенков, Владимир Симонов, Михаил Семаков, Евгений Князев, Юрий Шлыков, Елена Сотникова, Михаил Васьков, Ольга Гаврилюк, Максим Суханов, Юлия Рутберг, Марина Есипенко, Лидия Вележева, Наталья Молева, Нонна Гришаева. Пётр Фоменко поставил здесь один из лучших своих спектаклей «Без вины виноватые». С 1989-го значимым режиссёром театра долгое время оставался Роман Виктюк, перед своим уходом он поставил самый демократичный спектакль театра — итальянскую комедию «Я тебя больше не знаю, милый».

### Руководство Римаса Туминаса (2007—2022)

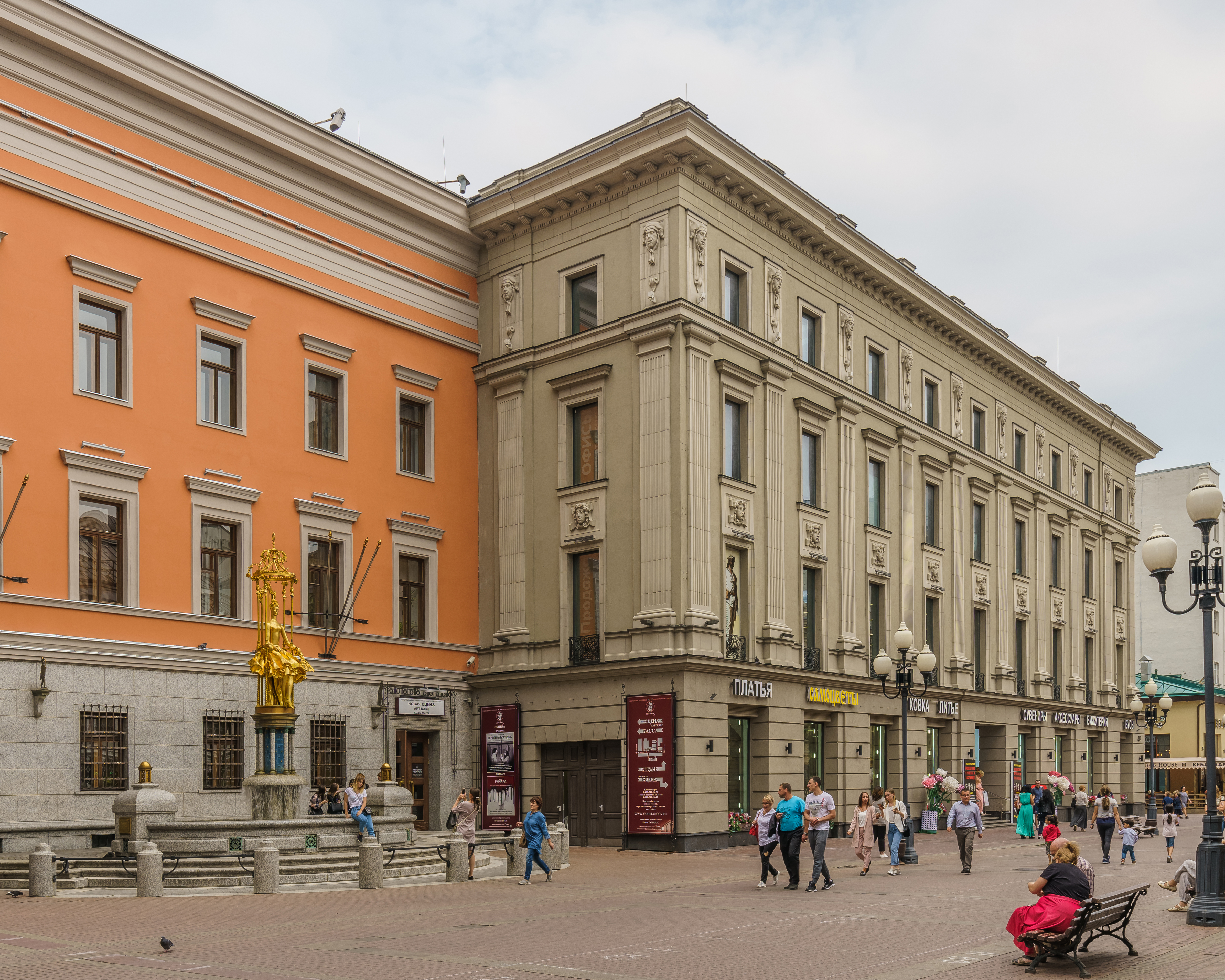
Новая сцена Государственного академического театра имени Евгения Вахтангова, 2018 год.

С 2007 года театром руководил литовский театральный режиссёр Римас Туминас. Директором он пригласил настоящего строителя театра — Кирилла Крока. При них в 2015 году в театре открыли новую сцену на Арбате, 24 — помещение примыкает к зданию театра. В 2016 году начало работать «Арт-кафе» — площадка для творческих вечеров, чтений и концертов. Сейчас у театра 4 сцены, студия. Создаётся Владикавказский вахтанговский культурный центр. Работает театральный институт имени Бориса Щукина. Репертуар театра имени Вахтангова насчитывает более 40 спектаклей. Такие спектакли как «Пристань», «Евгений Онегин», «Дядя Ваня», «Маскарад» уже вошли в «золотой фонд» Вахтанговского театра. В вахтанговской манере ставит свои спектакли режиссёр Владимир Иванов.
По сообщению пресс-службы театра от 6 мая 2022 года, Римас Туминас, возглавлявший Театр имени Евгения Вахтангова с 2007 года по 9 февраля 2022 года, с 1 марта 2022 года по состоянию здоровья и в связи с необходимостью лечения находился в отпуске за свой счёт в Литве. С 6 мая 2022 года Римас Туминас прекратил свою деятельность в театре имени Евгения Вахтангова.

### Руководство Кирилла Крока (с 2022 пон.в.)
Театр продолжил работу под руководством директора Кирилла Крока.

## Общественная позиция
В ходе вторжения России на Украину театр занимался сбором вещей как гуманитарного, так и военного назначения.
В сентябре 2022 года 102-й театральный сезон театра имени Вахтангова был открыт главой следственного комитета РФ Александром Бастрыкиным. На сборе труппы он сказал актёрам, что главное — это верность «учителю, вождю и командиру» (имея в виду руководителя театра), и напомнил, что сейчас они «нужны родине», а не «пятой или шестой колонне».
23 января 2024 года состоялась 23 публичная читка пьесы драматурга и колумниста РИА Новости Виктории Никифоровой «Молодая гвардия». По словам создателей, мероприятие было направлено на осмысление темы российского вторжения в Украину в современной драматургии. Режиссёр постановки Сергей Потапов в июле 2022 года в составе агитбригады побывал с трехдневной поездкой в оккупированном Луганске, а в октябре того же года вместе с Игорем Петренко и Владимиром Машковым встречался с мобилизованными в парке «Патриот». Пьесу читали молодые артисты театра: Екатерина Симонова, Полина Чернышова, Дарья Щербакова, Евгений Кравченко, Василий Цыганцов, Иван Захава, Клим Кудашкин, Сергей Барышев, Павел Юдин, Артем Пархоменко.

## Музей памяти Евгения Вахтангова
После смерти Евгения Вахтангова сотрудники театра начали собирать архив документов о работе учреждения. На его основе по инициативе сотрудников был создан музей. Он открылся в декабре 1931 года выставкой в честь десятилетия театра, экспозиция охватывала и период работы Вахтангова в Денежном переулке с 1918 по 1922 год. В разное время музеем руководили жена режиссёра Надежда Вахтангова, театровед Л. Вендровская. В настоящее время в нём хранятся личные вещи режиссёра, библиотека и мебель из кабинета. Всего в фонде более 80 тысяч экспонатов: афиши, программы, фотографии, макеты, эскизы декораций и костюмов, архивные документы, печатные материалы, живопись, графика, мемориальные предметы. В 2010 году в доме № 12 по Денежному переулку в квартире № 1 открылся филиал музея — Мемориальная комната Евгения Вахтангова, где находятся ранее не выставлявшиеся артефакты. При участии сотрудников музея издаются книги о театре, его режиссёрах и актёрах, подбирается материал к спектаклям, проходят учебные лекции для студентов Театрального института имени Щукина.

## Экспозиционный зал «Пристань»
Экспозиция, посвященная спектаклю «Пристань» открылась в сентябре 2019 года в одном из помещений бельетажа. Спектакль, созданный в 2011 году к 90-летнему юбилею театра, планировалось играть в течение одного года, но, завоевав любовь зрителей, он оставался в репертуаре театра и в последующие годы. 14 июня 2018 года «Пристань» была представлена зрителю в последний раз в связи с уходом из жизни замечательных актёров, для которых были поставлены отдельные фрагменты спектакля. Как дань спектаклю и в честь блиставших в нём мастеров, таких как: Юлия Борисова, Галина Коновалова, Юрий Яковлев, Владимир Этуш, Вячеслав Шалевич, Василий Лановой, и открыто новое музейное пространство.

## Известные вахтанговцы
Актёры и режиссёры, которые работали в театре в разное время:
- Абрикосов, Андрей Львович (1938—1973)
- Абрикосов, Григорий Андреевич (1954—1993)
- Алабина, Инна Ильинична (1966—2024)
- Алексеева, Елизавета Георгиевна (1922—1972)
- Андреева, Дина Андреевна (1925—1994)
- Антокольский, Павел Григорьевич (1918—1936)
- Антонова, Анна Ивановна (с 2006 года)
- Аронова, Мария Валерьевна (с 1992 года)
- Архипова, Нина Николаевна (1943—1951)
- Астангов, Михаил Федорович (1945—1965)
- Бабочкин, Борис Андреевич (1940—1946)
- Бажанова, Зоя Константиновна — жена П. Г. Антокольского (1919—1954)
- Балихин, Владимир Васильевич (1929—1953)
- Басов, Осип Николаевич (1919—1934)
- Бельдиян, Владимир Валерьевич (с 2008 года)
- Бердинских, Мария Игоревна (с 2008 года)
- Берсенева, Елена Михайловна — жена Рубена Симонова, мать Евгения Симонова (1920-е годы)
- Бий-Бродский, Иона Абрамович
- Бичевин, Леонид Александрович (с 2006 года)
- Бизюков, Александр Иванович (1925—1965)
- Блажина, Татьяна Ивановна (1924—1978)
- Борисов, Анатолий Иванович (1937—1987)
- Борисова, Юлия Константиновна (1947—2023)
- Бубнов, Николай Николаевич (актёр) (с 1928 года)
- Бунина, Ирина Алексеевна (1961—1966)
- Бутусов, Юрий Николаевич (2018—2022)
- Вагрина, Валентина Григорьевна (1921—1978)
- Васильева (Бегунова), Анастасия Евгеньевна (с 2007 года)
- Васильева, Вероника Игоревна (1942—2005)
- Васьков, Михаил Юрьевич (с 1977 года)
- Вдовиченков, Владимир Владимирович (с 2003 года)
- Вележева, Лидия Леонидовна (с 1988 года)
- Веригина, Фаина Романовна
- Вертинская, Анастасия Александровна (1967—1968)
- Вертинская, Марианна Александровна (1966—2005)
- Вихров, Владимир Владимирович (II) (1975—2005)
- Волкова Мария Алексеевна (с 2008 года)
- Волынцев, Юрий Витальевич (1962—1999)
- Воронцов, Михаил Иванович (с 1962 года)
- Вьюшкин, Родион Юрьевич (2007—2009)
- Габович, Александр Маркович (1940-е годы)
- Гаврилюк, Ольга Васильевна (с 1973 года)
- Галевский, Александр Михайлович (с 1968 года)
- Генералова, Надежда Константиновна (1937—1996)
- Гладков, Николай Георгиевич (1920—1967)
- Глазунов (Глазниек), Освальд Федорович (1919—1941)
- Головина, Вера Леонидовна (1920—1958)
- Голубев, Александр Михайлович (1940-е годы)
- Горюнов, Анатолий Иосифович (1920—1951)
- Граве, Александр Константинович (1942—2010)
- Греков, Максим Иванович (Макс Селескириди) (1948—1965)
- Гриценко, Николай Олимпиевич (1939—1979)
- Гришаева, Нонна Валентиновна (с 1994 года)
- Гунченко, Антонина Васильевна (1948—2004)
- Гуськов, Алексей Геннадьевич (с 2013 года)
- Теренков, Александр Борисович (с  2025 года)
- Дадыко, Михаил Сергеевич (1950—1993)
- Данилович, Анна Михайловна (1940-е годы)
- Данчева, Валентина Ивановна (1933—1979)
- Джапаридзе, Марика Георгиевна (с 2007 года)
- Державин, Михаил Степанович (с 1928 года)
- Джимбинова, Светлана Борисовна (Бембеевна) — вдова Рубена Симонова (1960-е-1970-е годы)
- Дикий, Алексей Денисович (1941—1944)
- Добронравов, Виктор Федорович (с 2004 года)
- Добронравова, Елена Борисовна (1954—1999)
- Дорлиак, Дмитрий Львович (1928—1938)
- Дубровская, Анна Анатольевна (с 1994 года)
- Дугин, Вячеслав Александрович (1941—2006)
- Дунаев, Данила Леонидович (2004—2006)
- Дунц, Гарри Альбертович (1954—1997)
- Дымченко, Ирина Васильевна (с 1979 года)
- Елагина, Елена Владимировна (1920-е годы)
- Емельянов, Алексей Алексеевич (1932—1971)
- Емельянов, Владимир Николаевич (1953—1956)
- Епишев, Сергей Маликович (2001—2020)
- Есипенко, Марина Николаевна (с 1987 года)
- Ефремова, Ольга Андреевна (с 2008 года)
- Жарковский, Михаил Аркадьевич (1945—1964)
- Жданько, Станислав Алексеевич (?—1978)
- Жеребцов, Александр Васильевич (1976—1984)
- Жуковская, Гарэн Константиновна (1940—1983)
- Журавлёв, Дмитрий Николаевич (1928—1936)
- Завадский, Юрий Александрович (1916—1924)
- Завьялов, Алексей Борисович (1996—2011)
- Запорожец, Анна Кузьминична (1920—1948)
- Зарецкий, Андрей Николаевич (с 1979 года)
- Захава, Борис Евгеньевич (1914—1959)
- Зилов, Михаил Сергеевич (1934—1960)
- Зозулин, Виктор Викторович (с 1966 года)
- Зорин, Эрнст Петрович (1959—1980)
- Иванов, Артур Сергеевич (с 2008 года)
- Иванов, Владимир Владимирович (II) (с 1972 года)
- Иванов, Вячеслав Владимирович (2004—2009)
- Ивочкина, Елена Клиониковна (с 1977 года)
- Измайлова, Елена Давыдовна (с 1945 года)
- Казанская, Алла Александровна (1938—2008)
- Калиновский, Леонид Владимирович[25]
- Калистратова, Ирина Анатольевна (с 1978 года)
- Кантур, Сергей Петрович (1965—1987)
- Карельских, Евгений Константинович (с 1970 года)
- Кацынский, Анатолий Александрович (1948—2009)
- Каширин, Иван Игнатьевич (1932—1990)
- Кашперов, Александр Федорович (1934—1995)
- Кайдановский, Александр Леонидович (1969—1971)
- Кеосаян, Лаура Давидовна (с 2008 года)
- Князев, Евгений Владимирович (с 1982 года)
- Коваль, Владимир Николаевич (1965—2013)
- Козловский, Александр Дмитриевич (1920—1940)
- Кознов, Александр Вячеславович (1990—2009)
- Колчин, Владимир Александрович (1937—1971)
- Кольцов, Виктор Григорьевич (1924—1978)
- Коновалова, Галина Львовна (1938—2014)
- Константинов, Александр Максимович (2008—2011)
- Константинова, Лидия Ивановна (с 1977 года)
- Коптева, Татьяна Кирилловна (1945—1959)
- Корнева, Любовь Александровна (с 1966 года)
- Коровина, Елена Михайловна (1937—1982)
- Королёв, Борис Мефодиевич (1940-е годы)
- Костикова, Мария Александровна (с 2008 года)
- Косырев, Евгений Леонидович (с 2001 года)
- Котлубай, Ксения Ивановна — ближайшая помощница Вахтангова (1920-е годы)
- Котрелев, Алексей Николаевич (с 1939 года)
- Кравченко, Алексей Евгеньевич (1994—2001)
- Красков, Юрий Валентинович (с 1990 года)
- Крегжде, Евгения Витальевна (с 2005 года)
- Кудрявцев, Иван Михайлович (1920—1924)
- Куза, Василий Васильевич (1921—1941)
- Кузнецов, Алексей Глебович (1941—2023)
- Кузнецов, Дмитрий Витальевич (с 2008 года)
- Купченко, Ирина Петровна (с 1970 года)
- Лановой, Василий Семёнович (1957—2021)
- Лебедев, Александр Михайлович (1938—1979)
- Лебедев, Николай Михайлович (1940-е годы)
- Леонов, Евгений Владимирович (II) (1970—1976)
- Ливанов, Василий Борисович (1958—1959)
- Липский, Игорь Константинович (1940-е годы)
- Лобашков, Иван Н. (1918—1942)
- Ломоносова, Ольга Олеговна (2003—2005)
- Лопухов, Олег Анатольевич (с 1996 года)
- Лукьянов, Сергей Владимирович (1942—1954, 1963—1965)
- Львова, Вера Константиновна — супруга Леонида Шихматова (поступила в студию в 1917 году)
- Любимов, Юрий Петрович (1946—1964, 2012—2014)
- Ляуданская, Елизавета Владимировна (1919—1940)
- Макаров, Олег Владимирович (с 1998 года)
- Макарова, Вера Сергеевна (1923—1939)
- Маковецкий, Сергей Васильевич (с 1980 года)
- Максакова, Людмила Васильевна (с 1961 года)
- Малишевский, Надир Михайлович (1940—1977)
- Малявина, Валентина Александровна (1966—1979)
- Мансурова, Цецилия Львовна (1919—1976)
- Марьин, Аркадий Александрович (1933—1956)
- Мельникова, Елена Викторовна (с 1979 года)
- Меньшова, Елена Александровна (1924—1957)
- Меньщиков, Анатолий Сергеевич (с 1977 года)
- Мерлинский, Григорий Маркович (1932—1968)
- Мильнер, Анна Фёдоровна (1921—1928)
- Миронов, Константин Яковлевич (1920—1941)
- Мозяйкин, Николай Никитович (1929—1989)
- Молева, Наталья Владимировна (с 1981 года)
- Монов, Константин Матвеевич (1936—1985)
- Мосейчук, Юрий Владимирович (2004—2008)
- Москвин, Владимир Иванович (1920—1952)
- Москвин, Фёдор Иванович — сын Ивана Михайловича Москвина, погиб в 1941 году на фронте
- Мочалов, Иван Алексеевич (1940-е годы)
- Наль, Анатолий Миронович, настоящая фамилия Раппопорт-Орочко (1921—1949)
- Некрасова, Мария Федоровна — жена Бориса Захавы (1920—1960)
- Немогай, Ольга Владимировна (с 2008 года)
- Нехлопоченко, Нина Аполлоновна (с 1951 года)
- Новикова, Вера Семёновна (с 1979 года)
- Оболенская, Рита Николаевна (1931—1946)
- Озорнина, Нина Александровна (1976—1985)
- Орочко, Анна Алексеевна (1916—1965)
- Осенев, Владимир Иванович (1937—1977)
- Охлопков, Николай Павлович (1938—1943)
- Павлов, Александр Павлович (с 1968 года)
- Пажитнов, Николай Викторович (1937—1976)
- Парфаньяк, Алла Петровна (1947—2008)
- Пашкова, Галина Алексеевна (1934—2002)
- Пашкова, Лариса Алексеевна (1942—1987)
- Пачин, Иван Сергеевич (c 2008 года)
- Переладова, Светлана Семёновна (1975—1984)
- Петерсон, Агнесса Оскаровна (с 1960 года)
- Пешкова, Дарья Максимовна (с 1949 года)
- Пичугин, Владимир Петрович (1978—1985)
- Плотников, Николай Сергеевич (1938—1979)
- Покровский, Владимир Александрович (1931—1985)
- Полянский, Роман Владимирович (с 2008 года)
- Понсова, Елена Дмитриевна (1928—1966)
- Попов, Алексей Дмитриевич (1923—1930)
- Попова, Варвара Александровна (1920—1956)
- Прокофьева, Александра Сергеевна (с 2007 года)
- Прудников, Александр Викторович (2003—2010)
- Равинский, Егор Андреевич (2005—2008)
- Разинкова, Валерия Николаевна (1958—1963)
- Райкина, Екатерина Аркадьевна (с 1959 года)
- Рапопорт, Иосиф Матвеевич (1920—1970)
- Ремизова, Александра Исааковна (1920—1989)
- Рубцов, Кирилл Викторович (с 2008 года)
- Русинова, Нина Павловна — жена Л. Русланова (с 1921 года)
- Русланов, Вадим Львович (1950—1958, с 1958-го — солист Ансамбля песни и пляски Советской Армии, после чего вернулся в театр)
- Русланов, Лев Петрович
- Русланова, Нина Ивановна (1969—1985)
- Рутберг, Юлия Ильинична (с 1988 года)
- Рыщенков, Александр Георгиевич (с 1980 года)
- Самойлова, Татьяна Евгеньевна (?—1960)
- Сафонов, Павел Валентинович (с 1994 года)
- Свердлин, Лев Наумович (1938—1941)
- Семаков, Михаил Петрович (1976)
- Семёнов, Борис
- Семёнова, Ксения Георгиевна (1914—1924)
- Сентюлев, Петр Иванович — заведующий постановочной частью (1940-е годы)
- Сидоркин, Михаил Николаевич (1927—1949)
- Симонов, Владимир Александрович (1980—1983; с 1989 года)
- Симонов, Евгений Рубенович (1948—1987)
- Симонов, Рубен Евгеньевич (с 1982 года)
- Симонов, Рубен Николаевич (1920—1968)
- Симонова, Екатерина Рубеновна (c 2008 года)
- Синельникова, Мария Давыдовна (с 1920 года)
- Сластненкова, Мария Вячеславовна (с 2008 года)
- Смирнов, Николай Николаевич (1930—1949)
- Смоленский, Яков Михайлович (1947—1958)
- Снежницкий, Лев Дмитриевич (1936—1975)
- Солдаткин, Александр Александрович (с 2009 года)
- Соловьев, Иван Андреевич (1935—1947)
- Соломыкин, Дмитрий Сергеевич (с 2008 года)
- Сотникова, Елена Викторовна (с 1982 года)
- Спектор, Исай Исаакович (1936—1974)
- Стрельцина, Александра Львовна (с 2004 года)
- Стромов, Юрий Андреевич (1945—1995)
- Суханов, Максим Александрович (с 1985 года)
- Суханова, Василиса Максимовна (с 2009 года)
- Сухоруков, Виктор Иванович (2003)
- Талмазова, Антонина Никитична (1927—1939)
- Тимофеев, Николай Дмитриевич (актёр) (с 1950 года)
- Теренков, Александ Борисович (с 2025 года)
- Толчанов, Иосиф Моисеевич (с 1918 года)
- Тумайкина, Ольга Васильевна (с 1995 года)
- Тумская, Валерия (1920—1960)
- Тураев, Натан Осипович (1914—1924)
- Тутышкин, Андрей Петрович (1927—1939)
- Ульянов, Дмитрий Борисович (с 1998 года)
- Ульянов, Михаил Александрович (1950—2007)
- Ушаков, Валерий Викторович (с 2008 года)
- Фадеева, Елена Алексеевна (1941—1943)
- Федоров, Евгений Евгеньевич (1945—2020)
- Филиппенко, Александр Георгиевич (1975—1994)
- Форостенко, Олег Николаевич (с 1963 года)
- Харенко, Андрей Михайлович (2006—2008)
- Хмара, Александр Михайлович (1925—1956)
- Целиковская, Людмила Васильевна (1940—1992)
- Чиповская, Ольга Евгеньевна (с 1980 года)
- Чурсин, Юрий Анатольевич (2001—2005)
- Чурсина, Людмила Алексеевна (1963—1965)
- Шалевич, Вячеслав Анатольевич (с 1958 года)
- Шастина, Мария Вадимовна (с 2000 года)
- Шашкова, Элеонора Петровна (с 1963 года)
- Шершнев, Евгений Георгиевич (1973—1994)
- Шихматов, Леонид Моисеевич — муж Веры Львовой (1920—1970)
- Шлезингер, Владимир Георгиевич (1944—1986)
- Шлыков, Юрий Вениаминович (с 1981 года)
- Шухмин, Борис Митрофанович (1921—1962)
- Щукин, Борис Васильевич (1920—1939)
- Эйхов, Виктор Викторович (1932—1960)
- Этуш, Владимир Абрамович (1944—2019)
- Яковлев, Юрий Васильевич (1952—2013)
- Яновский, Николай Павлович (1920—1968)
- Ярославцев, Андрей Викторович (1978—1997)
- Ясюнинская, Ксения Ивановна (1928—1966)